# Ханаев, Никандр Сергеевич
Никандр Сергеевич Хана́ев (27 мая (8 июня) 1890, Песочня, Российская империя — 23 июля 1974, Москва, СССР) — советский оперный певец (драматический тенор), педагог; народный артист СССР (1951). Лауреат трёх Сталинских премий (1943, 1949, 1950).

## Биография
Родился в селе Песочня Сапожковского уезда (ныне в Путятинском районе Рязанской области).
В детстве обладал прекрасным высоким голосом (альт). Пел в церкви на клиросе. В пятнадцать лет покинул семью старшего брата Григория и уехал в Москву.
Был на фронтах Первой мировой войны, с которой вернулся в 1917 году. Как отмечает биограф певца,

…Напряжённо работая, Ханаев находил время для выступлений в самодеятельных клубных концертах, которые в городе устраивались довольно часто. Туда приезжали и профессионалы, артисты из Москвы. Многие из них обращали внимание на музыкальность Ханаева и советовали ему серьёзно учиться петь. Но сам Никандр Сергеевич ещё не был уверен в своих силах. Бросать постоянную работу ради туманного сценического будущего, да ещё и семью, казалось ему легкомысленным. В 1920 году на концерты в Богородск приехала московская певица Е. Д. Эльдигарова. Она, как и многие до того, сразу обратила внимание на одарённого певца, но оказалась более настойчивой и в конце концов предложила Ханаеву заниматься с ней пением.

С 1921 по 1924 год учился в Московской консерватории у педагога Л. Г. Звягиной.
В 1924—1926 годах был управляющим театром и садом «Аквариум». Работал в Частной опере С. И. Зимина.
В 1925 году был принят в оперную студию при Большом театре (ныне Московский музыкальный театр имени К. С. Станиславского и Вл. И. Немировича-Данченко).
С 1926 по 1954 год — солист Большого театра. В конце 40-х — начале 50-х годов XX века занимал пост заместителя директора Большого театра.
Выступал в концертах, участвовал в исполнении ораторий «Самсон» Г. Генделя, «На поле Куликовом» Ю. А. Шапорина, 9-й симфонии Л. ван Бетховена и др.
Обладая большой вокально-сценической культурой, создавал глубоко продуманные и правдивые художественные образы..
В 1943 году передал присуждённую ему Сталинскую премию - 50 000 рублей - в Фонд обороны.
В 1948—1950 годах преподавал в Московской консерватории им. П. И. Чайковского и возглавлял Государственную экзаменационную комиссию на её вокальном факультете.
В 1954 году снялся в фильме «Борис Годунов», выступив в роли Шуйского.
Последний спектакль в Большом театре с его участием состоялся в марте 1959 года. Певец исполнил партию князя Голицина в музыкальной драме М. П. Мусоргского «Хованщина»
Скончался 23 июля 1974 года на 85-м году жизни в Москве. Похоронен на Введенском кладбище (18 уч.).

### Семья
Жена (с 1917) — Раиса (согласно некоторым источникам, Ираида) Ильинична Рывкина, дочь Ильи Петровича Рывкина, богородского мещанина, крестившегося вместе с семьёй в старообрядчество, служащего Богородско-Глуховской мануфактуры, члена совета Богородско-Глуховской старообрядческой общины, действительного члена Богородского общества распространения среднего образования.
- Дочь — Евгения Ханаева (1921—1987), актриса театра и кино; народная артистка СССР (1987).

Жил с семьёй в Москве в доме жилищного кооператива «Работники Большого театра» по адресу Брюсов переулок, дом 7. 

## Звания и награды
- Заслуженный артист РСФСР (1933)
- Народный артист РСФСР (02.06.1937)
- Народный артист СССР (1951)
- Сталинская премия второй степени (1943) — за большие достижения в области театрально-вокального искусства[7]
- Сталинская премия первой степени (1949) — за исполнение партии Шуйского в опере «Борис Годунов» М. П. Мусоргского[8]
- Сталинская премия первой степени (1950) — за исполнение заглавной партии в опере «Садко» Н. А. Римского-Корсакова
- Два ордена Трудового Красного Знамени (02.06.1937 — за выдающиеся заслуги в деле развития оперного и балетного искусства, 1951)
- Медаль «За доблестный труд в Великой Отечественной войне 1941—1945 гг.»
- Медаль «В память 800-летия Москвы»

## Партии
- 1927 — «Иван-солдат» К. А. Корчмарёва — Скороход
- 1927 — «Ромео и Джульетта» Ш. Гуно — Тибальд
- 1927 — «Фра-Дьяволо» Д. Обера — Лоренцо
- 1927 — «Фленго» В. Н. Цыбина — Французский офицер
- 1927 — «Русалка» А. С. Даргомыжского — князь[9]
- 1927 — «Борис Годунов» М. П. Мусоргского — В. И. Шуйский
- 1927 — «Пиковая дама» П. И. Чайковский — Чекалинский[4]
- 1928 — «Саломея» Р. Штрауса — Нарработ
- 1928 — «Царская невеста» Н. А. Римского-Корсакова — Лыков
- 1928 — «Сказка о царе Салтане» Н. А. Римского-Корсакова — Первый корабельщик
- 1928 — «Оле из Нордланда» М. М. Ипполитова-Иванова — Оле
- 1929 — «Нюрнбергские мейстерзингеры» Р. Вагнера — Вальтер, Фогельгезанг[9]
- 1929 — «Садко» Н. А. Римского-Корсакова — Садко
- 1930 — «Прорыв» С. И. Потоцкого — Андрей
- 1930 — «Загмук» А. А. Крейна — Бель Наид
- 1930 — «Борис Годунов» М. П. Мусоргского — Самозванец
- 1930 — «Кармен» Ж. Бизе — Хозе
- 1930 — «Аида» Дж. Верди — Радамес
- 1931 — «Пиковая дама» П. И. Чайковского — Герман
- 1931 — «Руслан и Людмила» М. И. Глинки — Финн
- 1932 — «Псковитянка» Н. А. Римского-Корсакова — Михайло Туча
- 1932 — «Отелло» Дж. Верди — Отелло
- 1934 — «Сказание о невидимом граде Китеже и деве Февронии» Н. А. Римского-Корсакова — Гришка Кутерьма
- 1934 — «Гугеноты» Дж. Мейербера — Рауль[4]
- 1936 — «Тихий Дон» И. И. Дзержинского — Григорий Мелехов
- 1938 — «Броненосец „Потёмкин“» О. С. Чишко — А. Н. Матюшенко
- 1939 — «Иван Сусанин» М. И. Глинки — Собинин
- 1939 — «Абесалом и Этери» З. П. Палиашвили — Абесалом[4]
- 1940 — «Валькирия» Р. Вагнера — Зигмунд[9]
- 1941 — «Хованщина» М. П. Мусоргского — Голицын
- 1942 — «Демон» А. Г. Рубинштейна — Синодал[9]
- 1942 — «Тоска» Дж. Пуччини — Каварадосси[9]
- 1946 — «Самсон и Далила» К. Сен-Санса — Самсон (запись)
- 1949 — «Фауст» Ш. Гуно — Старый Фауст
- 1951 — «От всего сердца» Г. Л. Жуковского — Новопашин
- 1953 — «Декабристы» Ю. А. Шапорина — П. Г. Каховский
- «Снегурочка» Н. А. Римского-Корсакова — Бирюч

## Память
- В селе Песочня, где родился певец, организован музей его имени.